# Hamelika (rozhledna)
Hamelika je rozhledna nacházející se na stejnojmenném vrchu, kóta 723 m n. m., jižně od lázeňského centra Mariánských Lázní. Vrch Hamelika náleží Tepelské vrchovině a leží v jejím západním cípu, poblíž hranic se Slavkovským lesem a Podčeskoleskou pahorkatinou. Název pochází z německé výslovnosti dřívějšího označení „Homolka“. Označuje se také jako rozhledna Panorama podle nedaleké kavárny.

## Historie rozhledny
Plány na stavbu rozhledny na vrchu Hamelika jsou dílem architekta Fridricha Zicklera, který stavbu pojal jako romantickou zříceninu fiktivního mariánskolázeňského hradu. S výstavbou bylo započato v létě roku 1876 a téhož roku byla rozhledna dokončena (zpřístupněna byla na podzim). Na starých mapách je zanesena pod názvem Vyhlídka Františka Josefa I. Od roku 1926 měla název Engelsberg-Warte podle skladatele písní, který několikrát pobýval ve městě. Jde o kamennou válcovou věž o výšce 20 metrů s jediným vyhlídkovým ochozem. Ten byl původně otevřený, ale při rekonstrukci roku 2007 byla rozhledna zastřešena. Věž tak celkem měří 23 m. Na vrchol vede 120 schodů, některé prameny však uvádí 100 schodů.

## Přístup
Pěšky z ulice Anglická po červené turistické značce. Autem lze dojet k hotelu Panorama a odtud dále po červené. Lze též využít služeb lanovky, vyjet k hotelu Krakonoš a po červené kolem parku miniatur dojít k rozhledně. Rozhledna je přístupná po celý rok.

## Výhled
Původně byl z rozhledny výhled jižním a východním směrem, tento je však dnes zakrytý vzrostlými stromy. Zbývá výhled západním až severním směrem na lázeňskou část města Mariánské Lázně, Slavkovský les či Zelenou horu s vysílačem. Při vhodných podmínkách (zejména večer) je na rozhledně slyšet Zpívající fontána.

## Fotogalerie

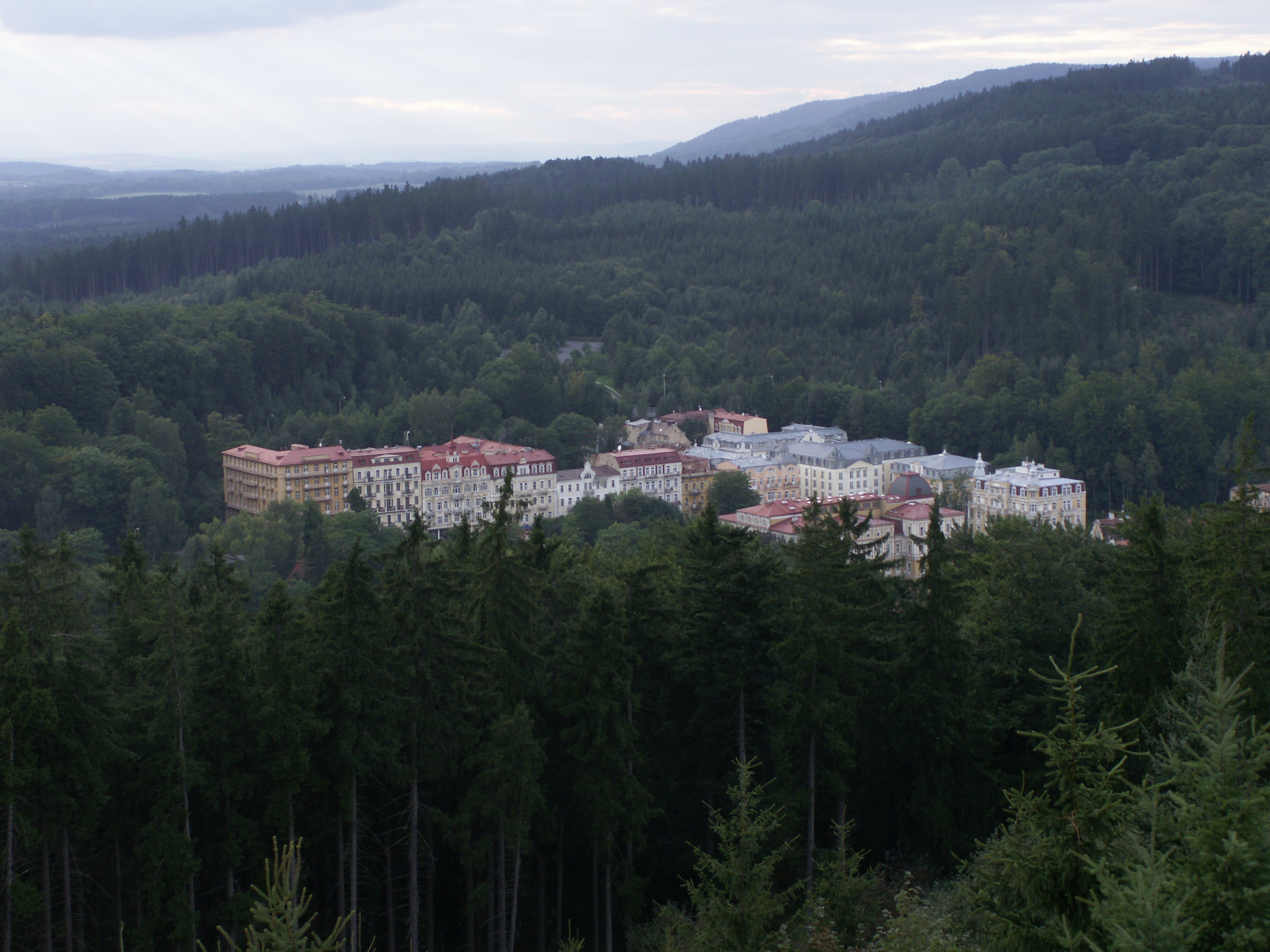
Výhled z rozhledny Hamelika na lázeňskou část Mariánských Lázní
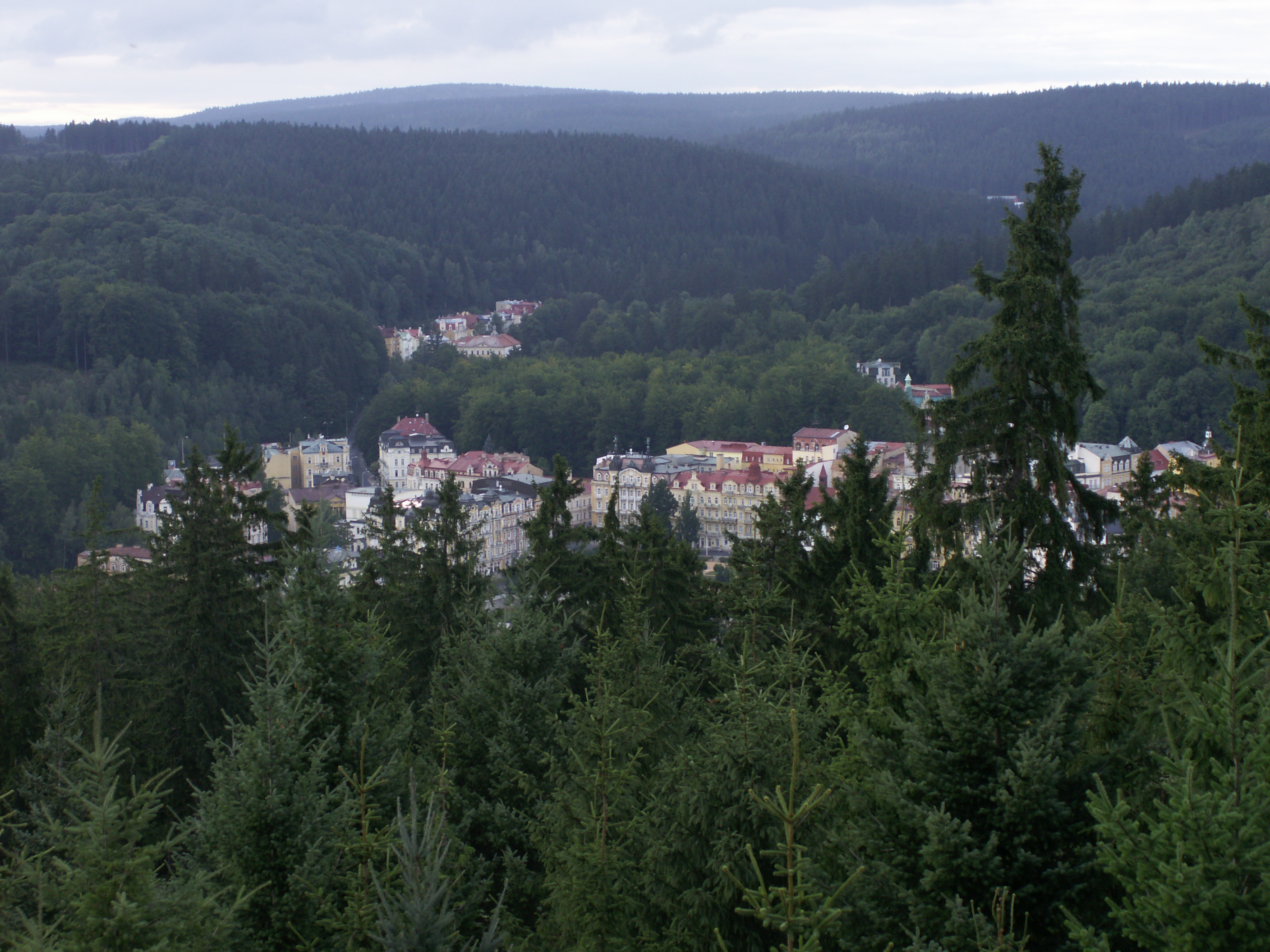
Výhled severním směrem z rozhledny Hamelika na lázeňskou část Mariánských Lázní